# Catarroja Club de Futbol
El Catarroja Club de Futbol és un club de futbol de la ciutat de Catarroja (l'Horta Sud, País Valencià). Va ser fundat el 1924. El seu estadi és el Mundial 82. Actualment juga al grup VI de la Tercera divisió.

## Història
- 25 temporades en Tercera Divisió

Últimes temporades:
- 2004/2005: - Tercera Divisió Grup VI - 9é
- 2005/2006: - Tercera Divisió - 11é
- 2006/2007: - Tercera Divisió - 7é
- 2007/2008: - Tercera Divisió - 4t
- 2008/2009: - Tercera Divisió - 8é
- 2009/2010: - Tercera Divisió - 5é
- 2010/2011: - Tercera Divisió - 8é
- 2011/2012: - Tercera Divisió - 1r
- 2012/2013: - Tercera Divisió - 21è
- 2013/2014: - Regional Preferent valenciana Grup 3 - 10è
- 2014/2015: - Regional Preferent valenciana Grup 3 - 18è
- 2015/2016: - Primera Regional valenciana Grup 5 - 6è
- 2016/2017: - Primera Regional valenciana Grup 5 - 6è
- 2017/2018: - Primera Regional valenciana Grup 5 - 13è
- 2018/2019: - Primera Regional valenciana Grup 5 - 4t
- 2019/2020: - Primera Regional valenciana Grup 5 - 16è
- 2020/2021: - Primera Regional valenciana Grup 5
- 2021/2022: - Segona Regional valenciana Grup 9 - 6è
- 2022/2023: - Segona Regional valenciana Valenta